# معسكرات جبل إيفرست
يوجد معسكران أساسيان على جبل إيفرست، على جانبي الجبال: يقع المعسكر الأساسي الجنوبي في نيبال على ارتفاع 5,364 متر (17,598 قدم). يتم شحن الإمدادات إلى المعسكر الأساسي الجنوبي عن طريق الحمالين وبمساعدة الحيوانات، وعادة ما تكون الياك. يتم الوصول إلى المعسكر الأساسي الشمالي عبر طريق ممهد يتفرع من الطريق السريع الوطني الصيني 318. يستريح المتسلقون عادة في المعسكر الأساسي لعدة أيام للتأقلم، وذلك لتقليل خطر الإصابةبما يسمى داء المرتفعات.

## المعسكر الأساسي الجنوبي في نيبال
رحلة معسكر قاعدة إيفرست على الجانب الجنوبي، على ارتفاع 5,364 م (17,598 قدم) هو أحد أكثر طرق الرحلات شعبية في جبال الهيمالايا ويقوم حوالي 40 ألف شخص بشكل سنوي برحلة إلى هناك من مطار لوكلا ( 2,846 م أو 9,337 قدم ). عادة ما يسافر المتنزهون جواً من كاتماندو إلى لوكلا لتوفير الوقت والطاقة قبل بدء الرحلة إلى المعسكر الأساسي. ومع ذلك، فإن الرحلات إلى لوكلا ممكنة. لا توجد طرق من كاتماندو إلى لوكلا، ونتيجة لذلك فإن الطريقة الوحيدة لنقل البضائع الكبيرة والثقيلة هي عن طريق الطائرة.

خريطة مسار رحلة قاعدة إيفرست من الجانب النيبالي

من لوكلا، يتسلق المتسلقون صعودا إلى عاصمة الشيربا نامتشي بازار، 3,440 متر (11,290 قدم)، بعد وادي نهر دود كوسي. يستغرق الوصول إلى القرية، التي تعد المركز المركزي للمنطقة، حوالي يومين. عادة، في هذه المرحلة، يسمح المتسلقون بيوم من الراحة للتأقلم. ثم يواصلون رحلتهم لمدة يومين آخرين إلى دينجبوتشي، 4,260 متر (13,980 قدم) قبل الراحة ليوم آخر للتأقلم بشكل أكبر. يستخدم معظم المتنزهين المسار التقليدي عبر دير تينجبوتشي، ولكن في الآونة الأخيرة، اكتسب المسار المرتفع عبر مونج لا وفورتسي شعبية كبيرة بسبب المناظر الرائعة التي يوفرها. يأخذهم يومان آخران إلى معسكر قاعدة إيفرست عبر جوراكشيب، الحقل المسطح أسفل كالا باتار، 5,545 متر (18,192 قدم) وجبل بوموري.

في 25 أبريل 2015، ضرب زلزال بقوة 7.8 درجة على مقياس ريختر نيبال، مما أدى إلى انهيار جليدي في بوموري اجتاح المعسكر الأساسي الجنوبي. وقيل إن 19 شخص على الأقل قتلوا نتيجة لذلك. وبعد مرور أكثر من أسبوعين، في 12 مايو، ضرب زلزال ثان بلغت قوته 7.3 درجة على مقياس ريختر المنطقة.  لقد تضررت بعض المسارات المؤدية إلى معسكر قاعدة إيفرست بسبب هذه الزلازل وكانت بحاجة إلى إصلاحات. في 17 يونيو 2022، أُعلن أنه سيتم نقل المخيم 200 إلى 400 متر (700 إلى 1,300 قدم) أقل، حيث أن نهر خومبو الجليدي، الذي يقع عليه المخيم، يذوب ويتقلص بسرعة، مما يجعله غير آمن للمتنزهين.

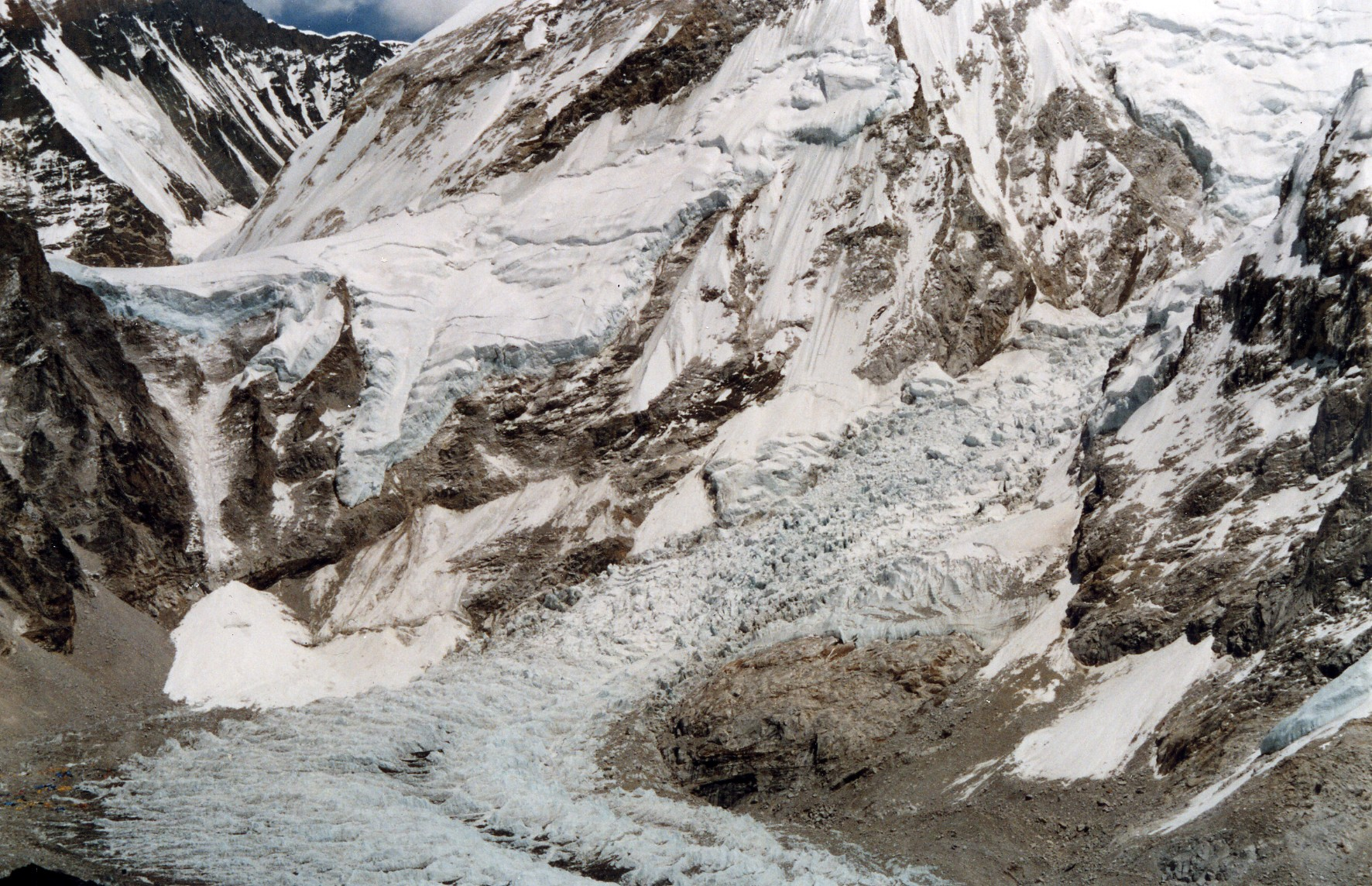
أسفل اليسار من قاعدة إيفرست النيبالية، وشلال خومبو الجليدي إلى اليمين
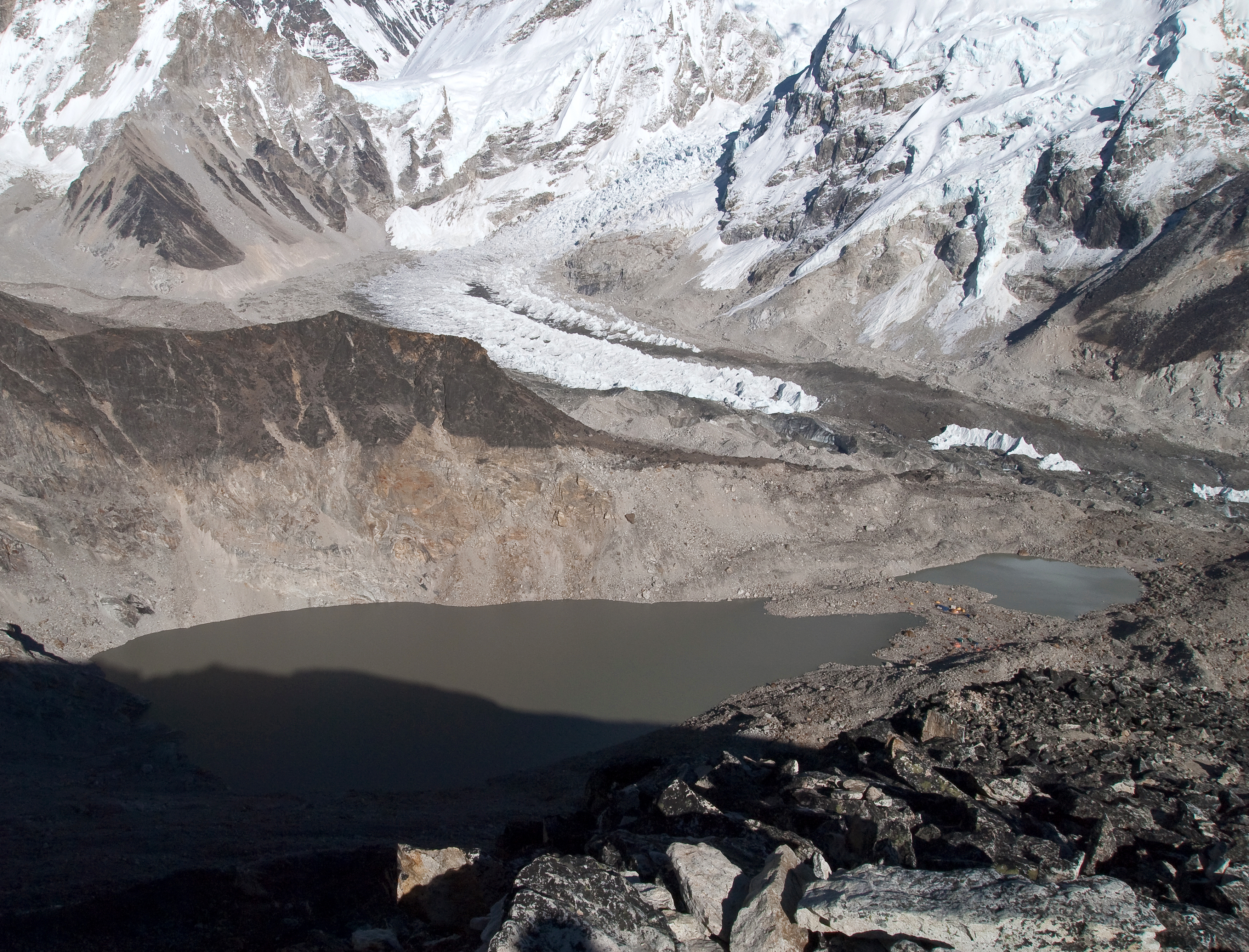
منظر بانورامي لنهر خومبو الجليدي مع موقع قاعدة إيفرست الجليدية على اليسار فوق التلال
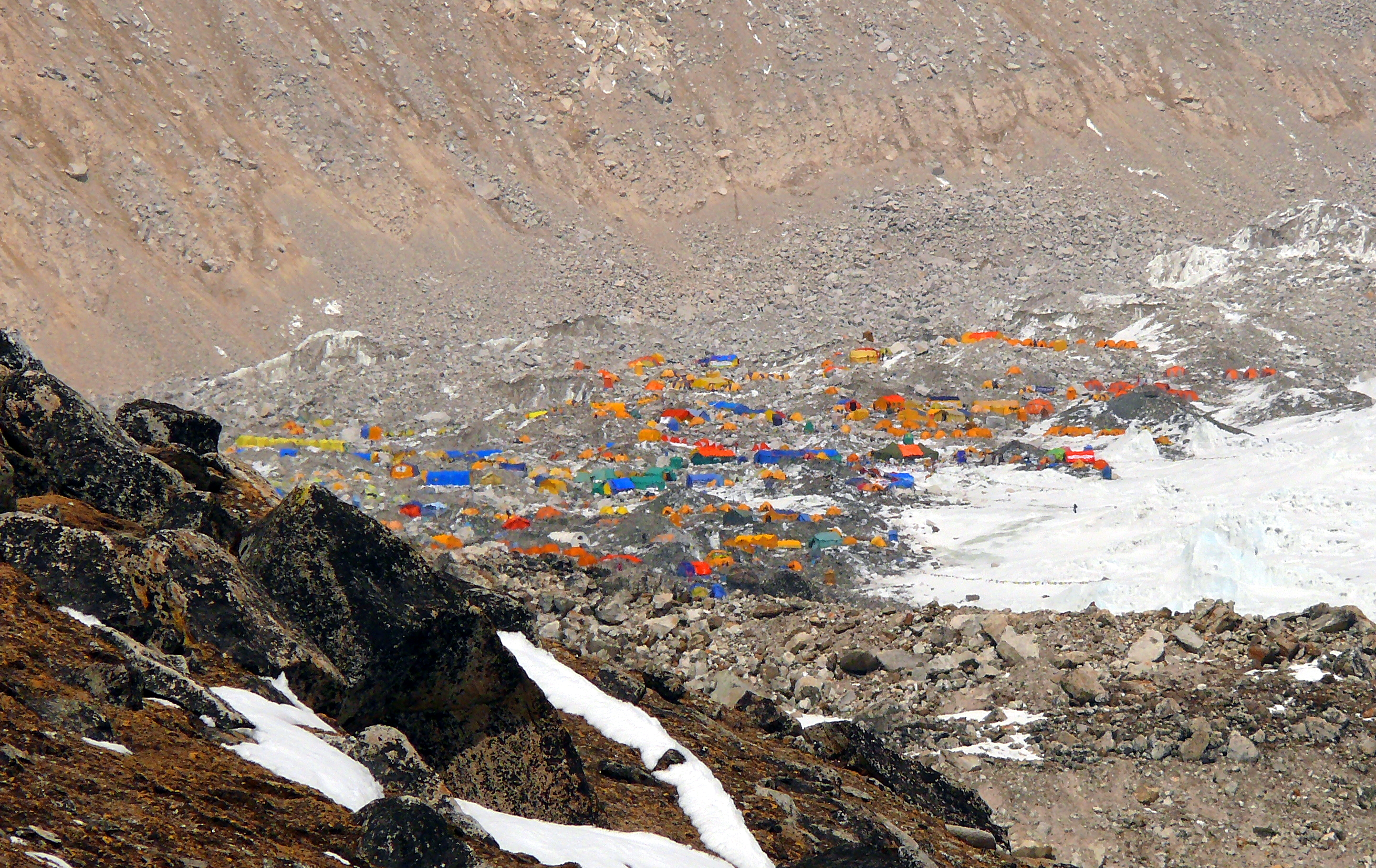
معسكر قاعدة إيفرست
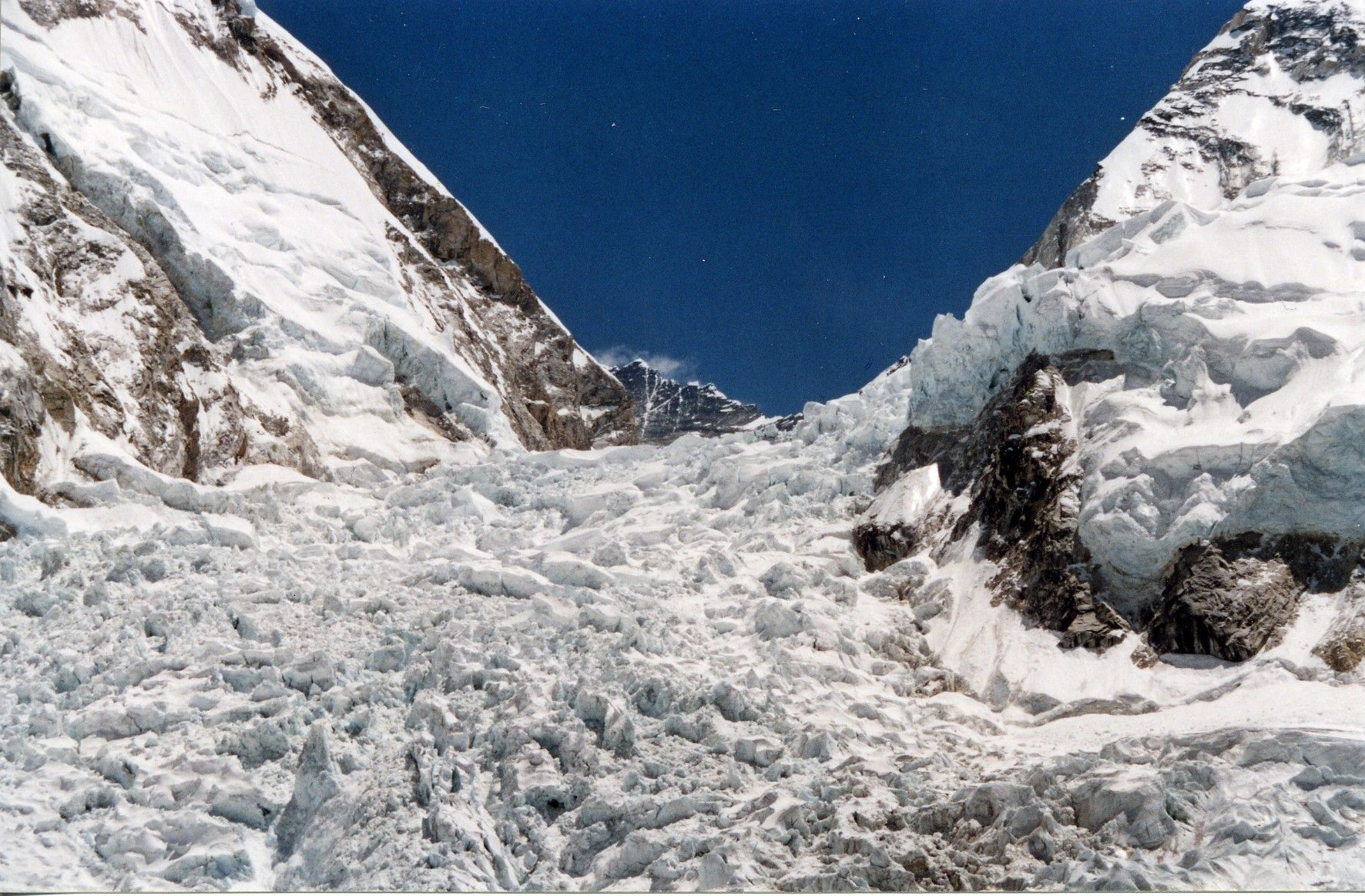
شلال خومبو الجليدي
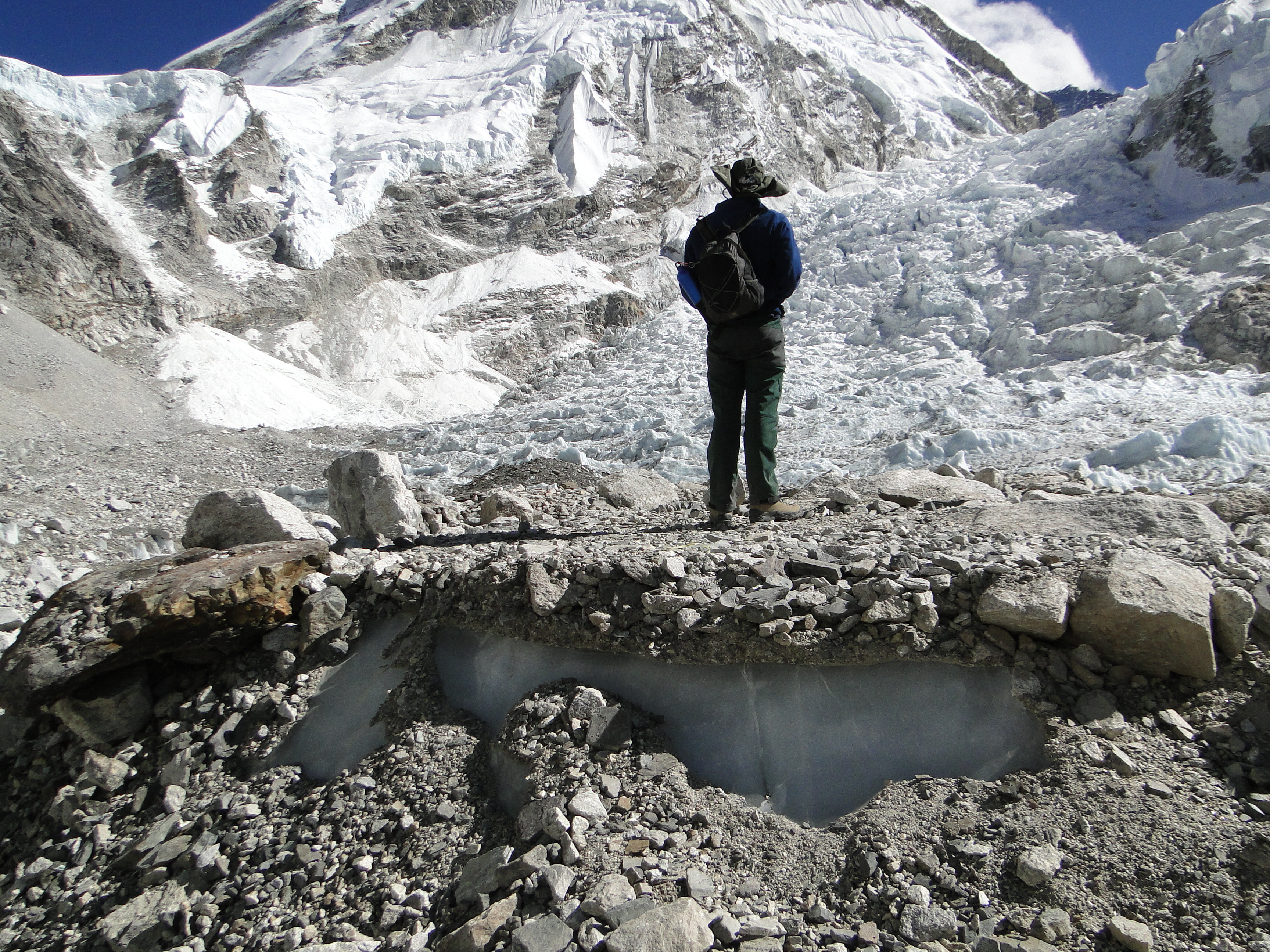
منصة خيمة مؤقتة على نهر خومبو الجليدي في جنوب قاعدة إيفرست الجليدية، نيبال.
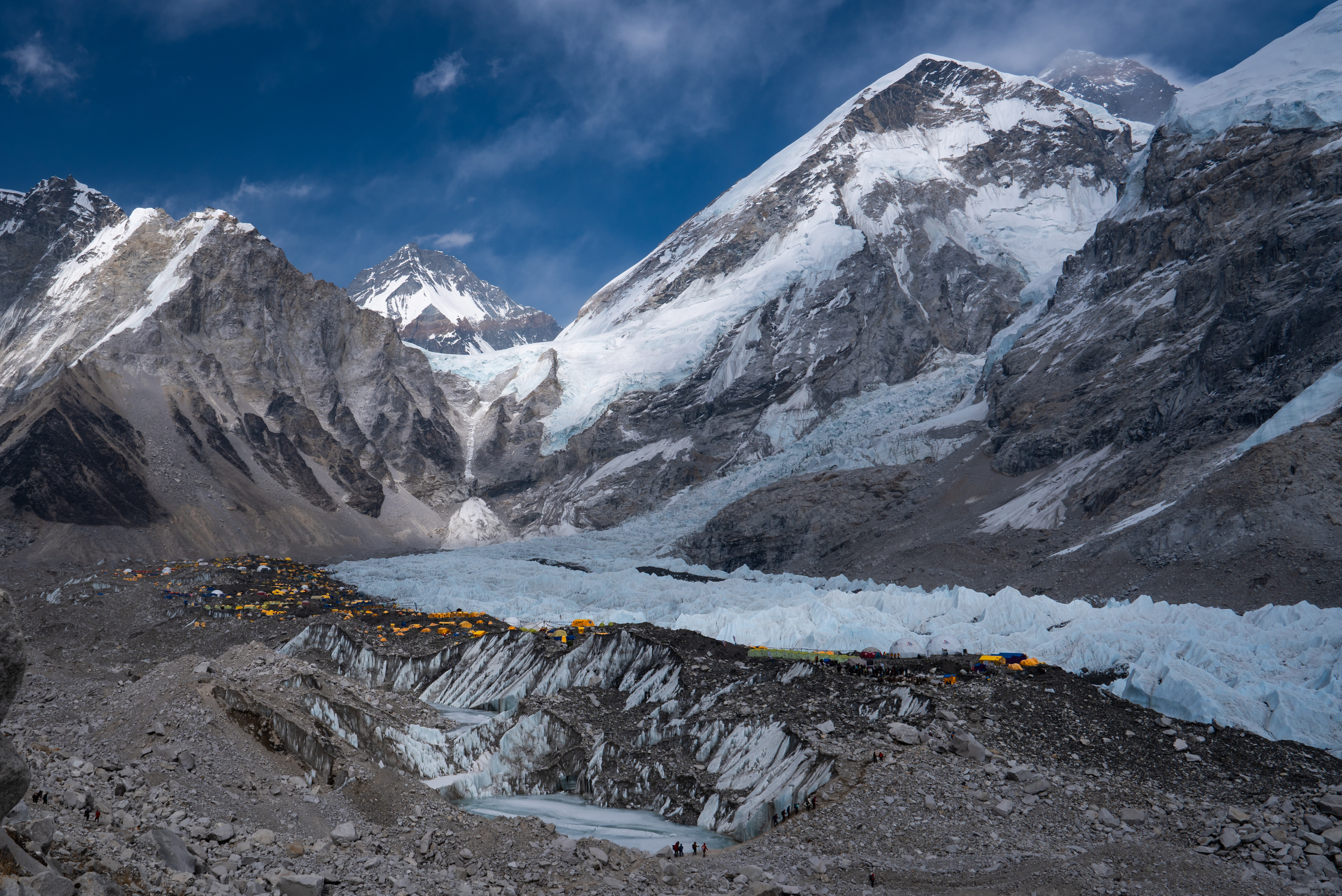
يقع معسكر قاعدة إيفرست على قمة نهر جليدي ذائب

في مارس 2024، تم الكشف عن لافتة جديدة في معسكر قاعدة إيفرست الأساسي ، مما أثار ردود فعل قوية من بعض المتنزهين ومتسلقي الجبال الذين فضلوا صخرة مغطاة بالرسومات الجدارية والتي كانت تعتبر منذ فترة طويلة قاعدة التسلق. تضمنت اللوحة معلومات محدثة وصورة للسير إدموند هيلاري وتينزينج نورجاي. قامت السلطات المحلية بإزالة اللافتة في مايو 2024، وهي الخطوة التي يُعتقد أنها كانت بسبب عدم شعبيتها، على الرغم من أن السلطات صرحت بأنها ترغب في إعادة اللافتة في النهاية بمعلومات إضافية وبحماية متزايدة لمساعدتها على تحمل حركة الأرض الموسمية.

## المعسكر الأساسي الشمالي في التبت

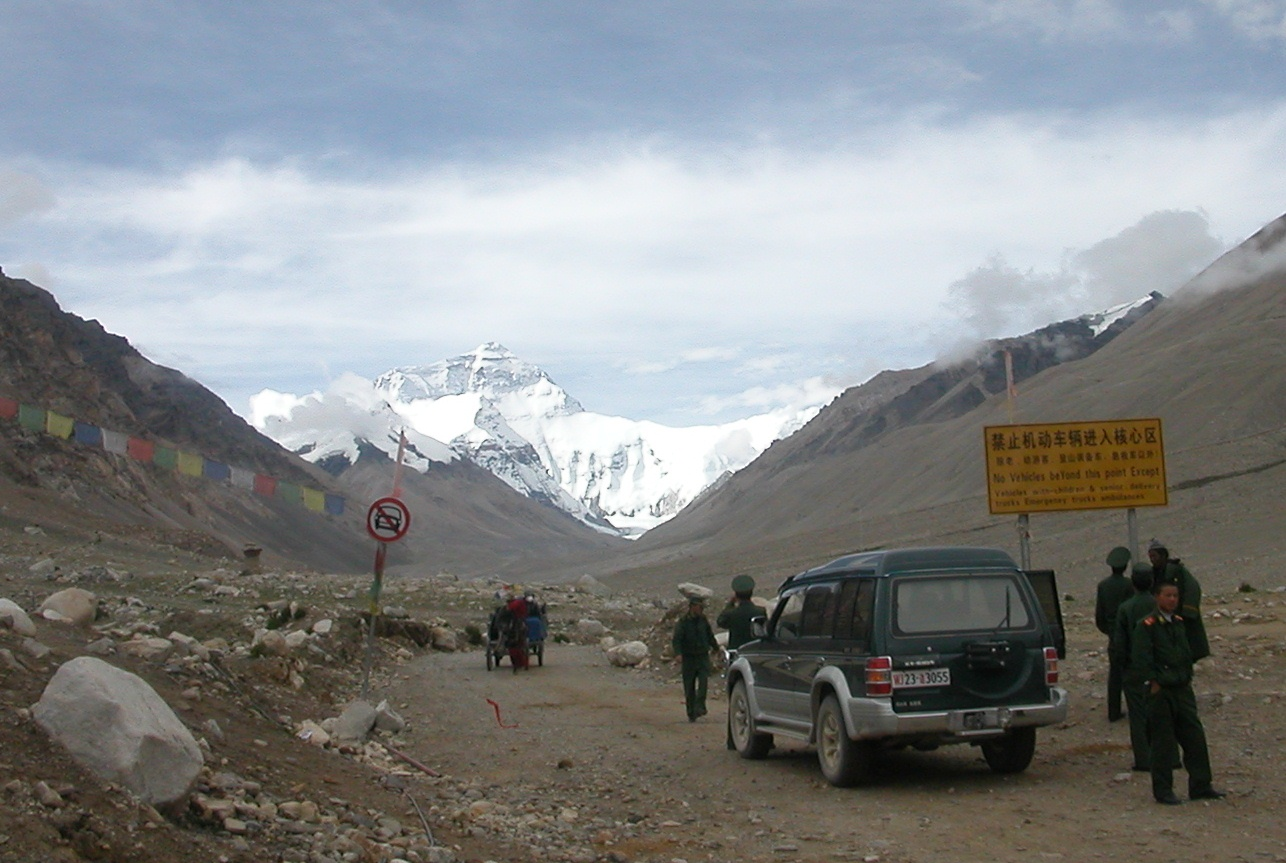
نقطة البداية للمعسكر الأساسي الشمالي هي دير رونغبوك. يظهر جبل إيفرست في الخلفية.

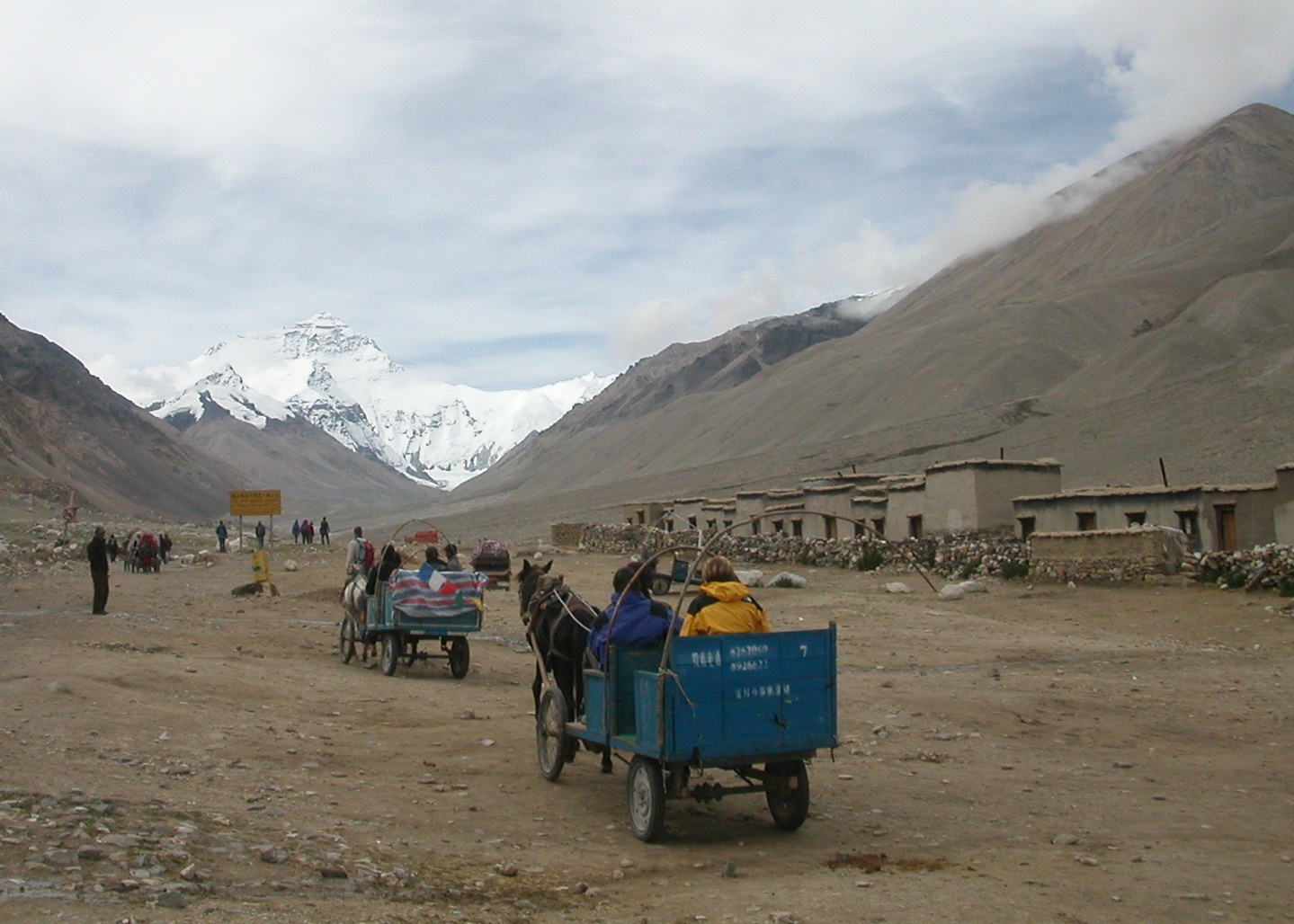
دير رونغبوك مع جبل إيفرست في الخلفية. وهنا نقطة البداية للمعسكر الأساسي الشمالي. يمكن للسياح الوصول إليها بعربات تجرها الخيول وتديرها الحكومة

تتطلب زيارة المعسكر الأساسي الشمالي الحصول على تصريح من حكومة جمهورية الصين الشعبية، بالإضافة إلى التصريح المطلوب لزيارة التبت نفسها. يمكن ترتيب مثل هذه التصاريح من خلال شركات السفر في لاسا كجزء من رحلة سياحية شاملة تتضمن استئجار سيارة وسائق ومرشد. يمكن الوصول إلى معسكر القاعدة الشمالية بالسيارة عبر طريق بطول 100 كم (62 ميلاً) طريق متفرع إلى الجنوب من طريق الصداقة السريع بالقرب من شيلكار، عند سفح الطريق الجنوبي الذي يبلغ ارتفاعه 5,220-متر (17,130 قدم) ارتفاع ممر جياتسو لا. يؤدي الطريق إلى دير رونغبوك، مع إطلالات رائعة على الوجه الشمالي لجبل إيفرست. من بيت الضيافة رومبوك، كان مطلوبًا من جميع السياح ركوب العربات التي تجرها الخيول أو الحافلات الصغيرة التي تديرها الحكومة للحد من حركة المرور على الجزء الأخير من الطريق الحصوي إلى تل محدد على ارتفاع 5200 متر فوق مستوى سطح البحر، قبل معسكر المتسلقين مباشرة.

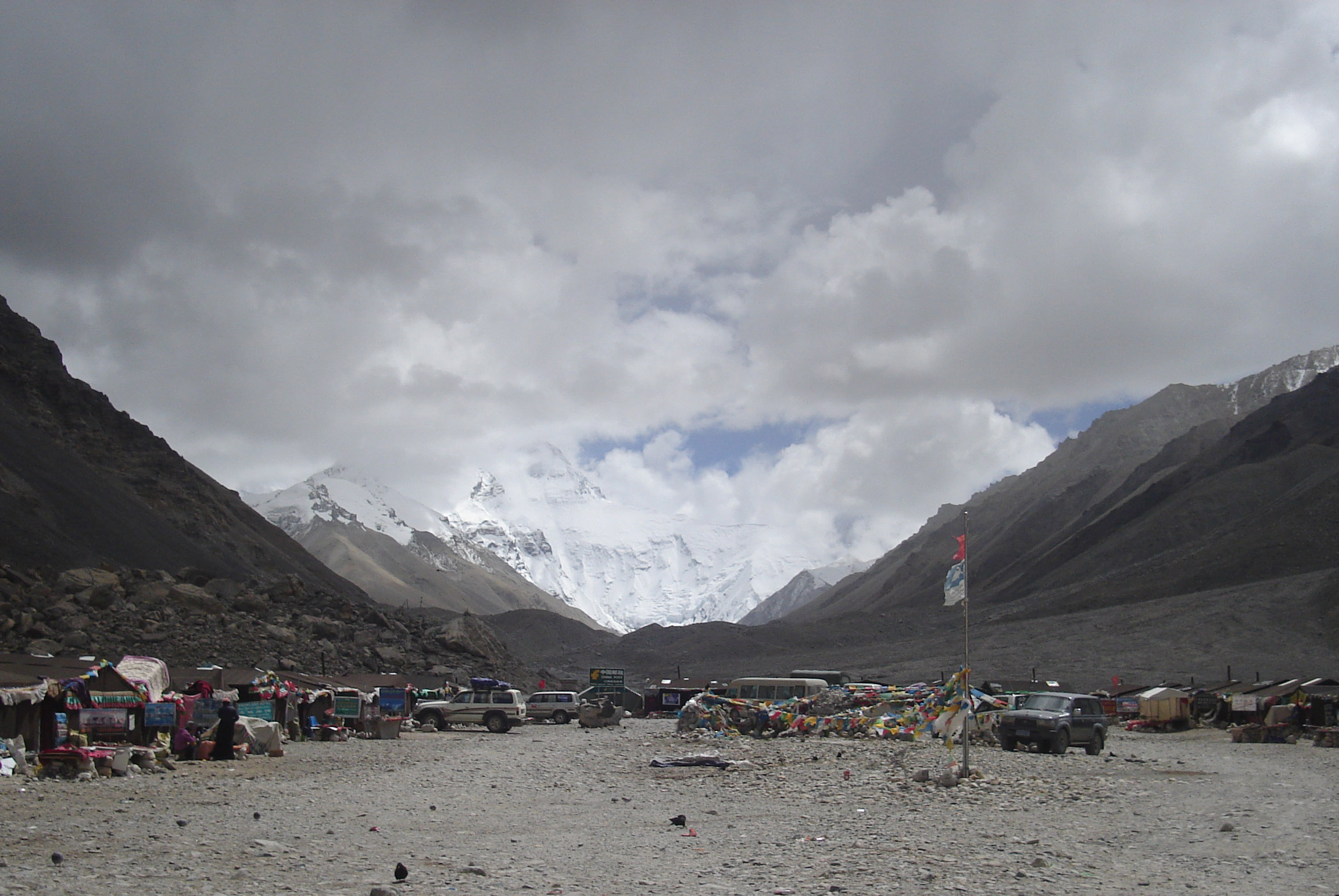
قرية خيام مُقامة لراحة السياح تُسمى "مخيم قاعدة إيفرست" في التبت. وهي أبعد نقطة يُمكن للسيارات الخاصة الوصول إليها. يُمكن رؤية جبل إيفرست في الخلفية.
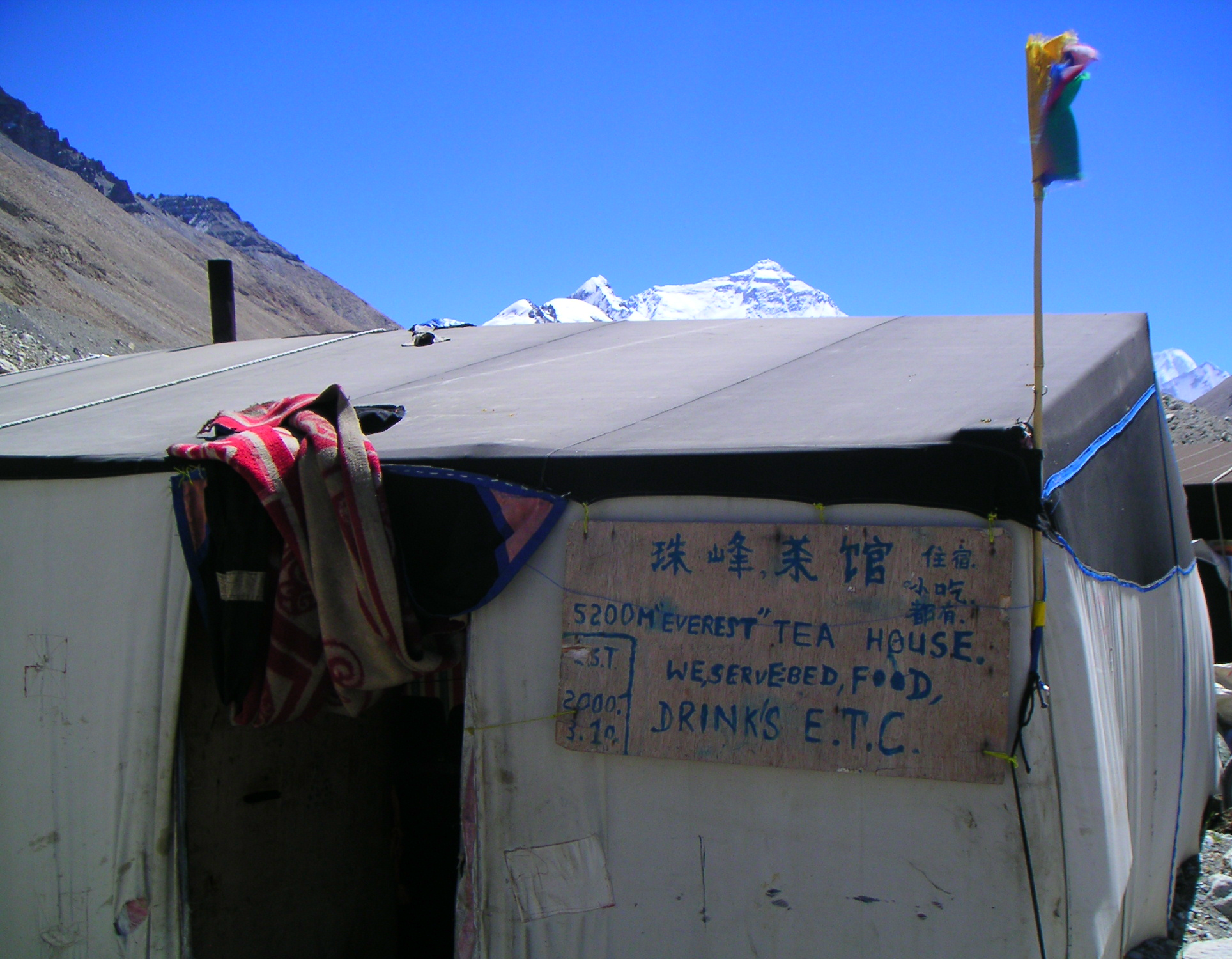
مقهى في معسكر قاعدة شمال إيفرست. يظهر جبل إيفرست في الخلفية.
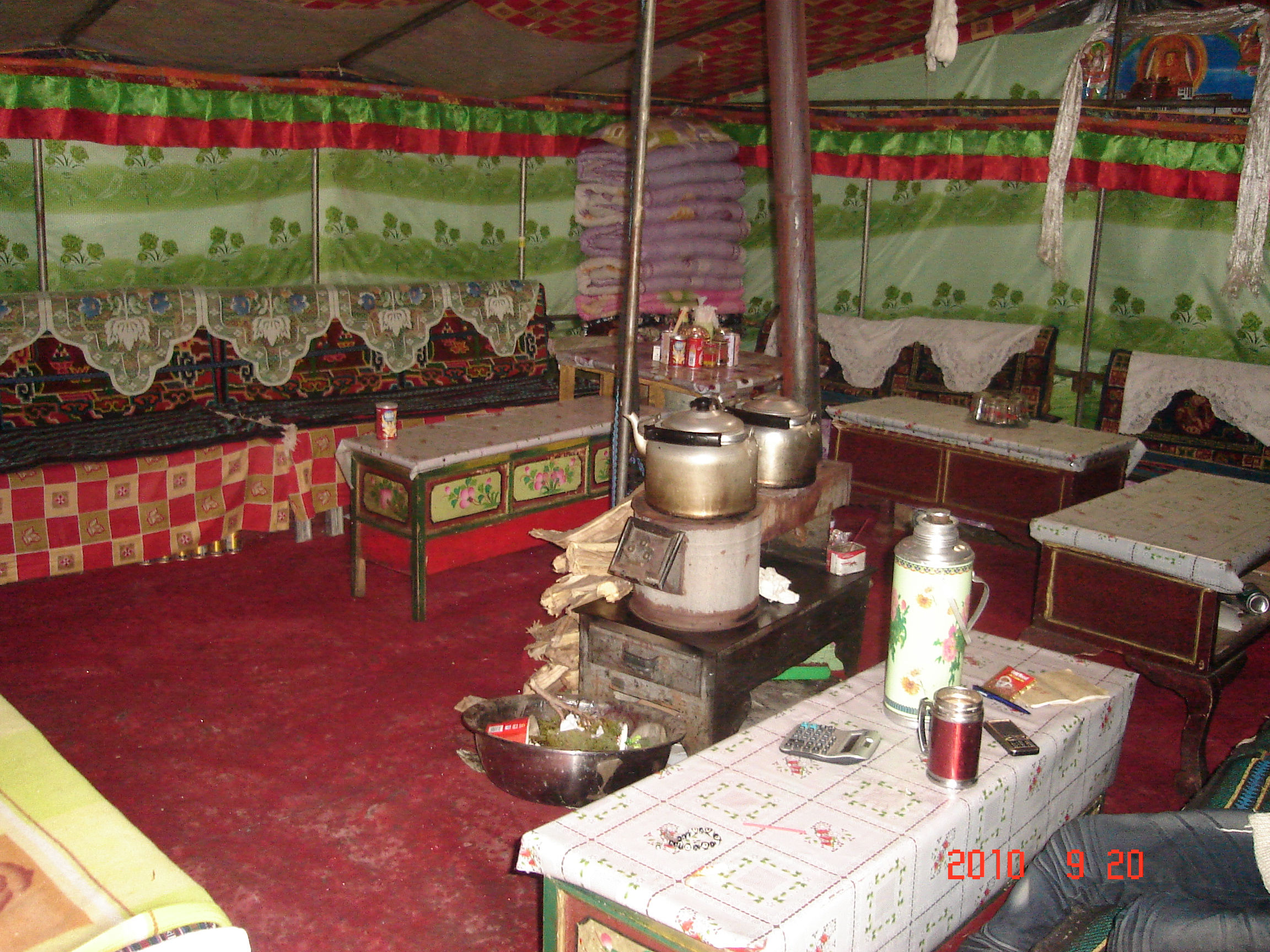
داخل بيت الشاي/الفندق الواقع في معسكر قاعدة إيفرست، التبت
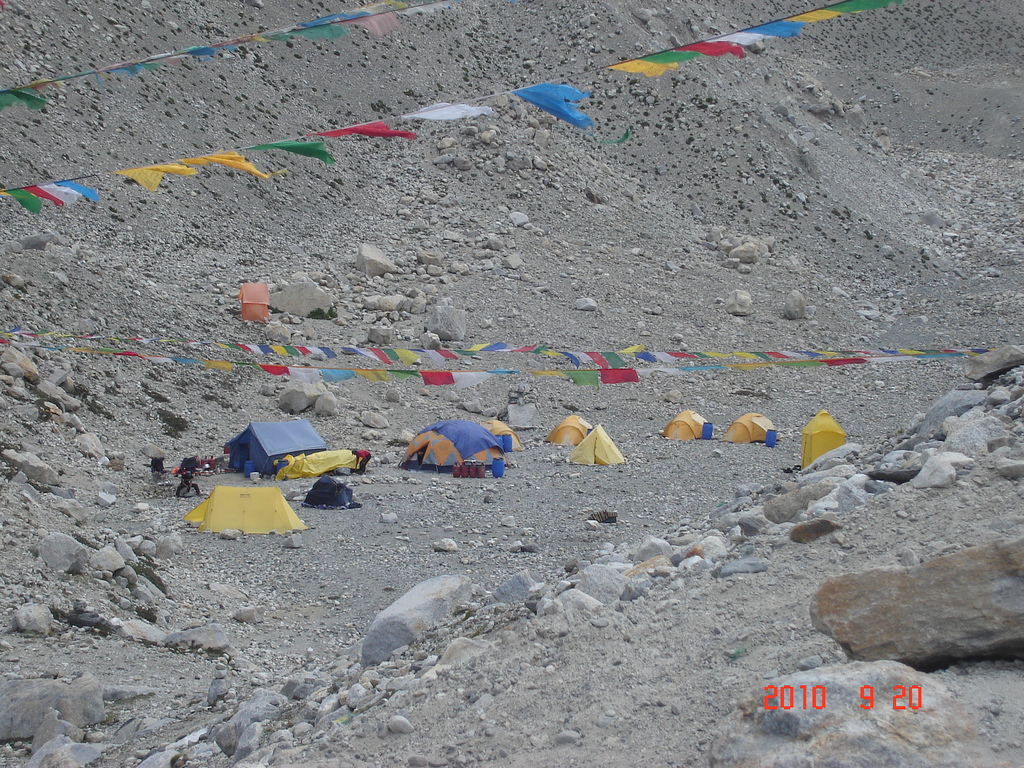
خيام المتسلقين في المنطقة المحظورة خارج المنطقة المفتوحة للسياح.
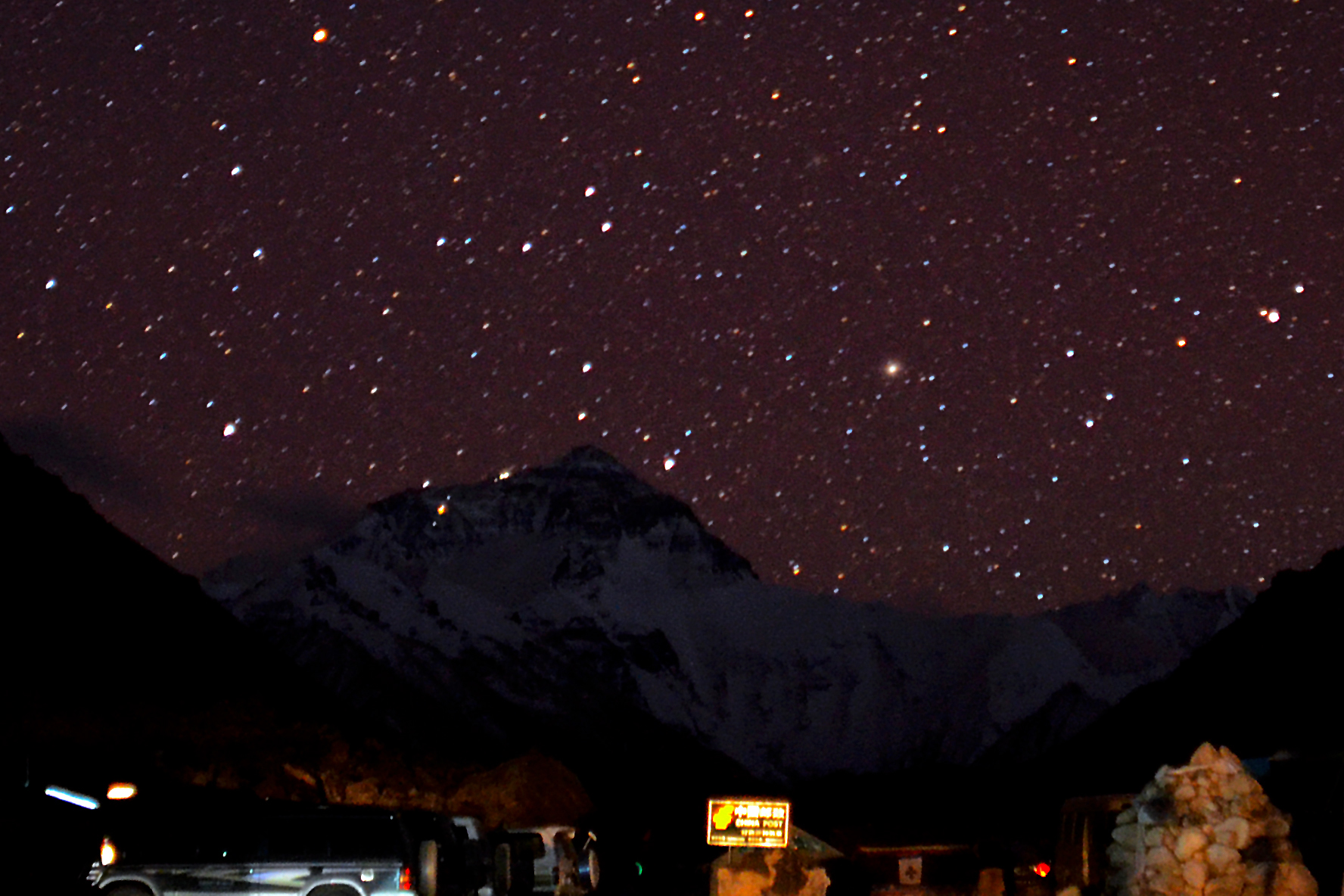
تظهر المخيمات على التلال الشمالية الشرقية كما تظهر من قرية الخيام الشمالية في التبت في 20 مايو/أيار 2011.
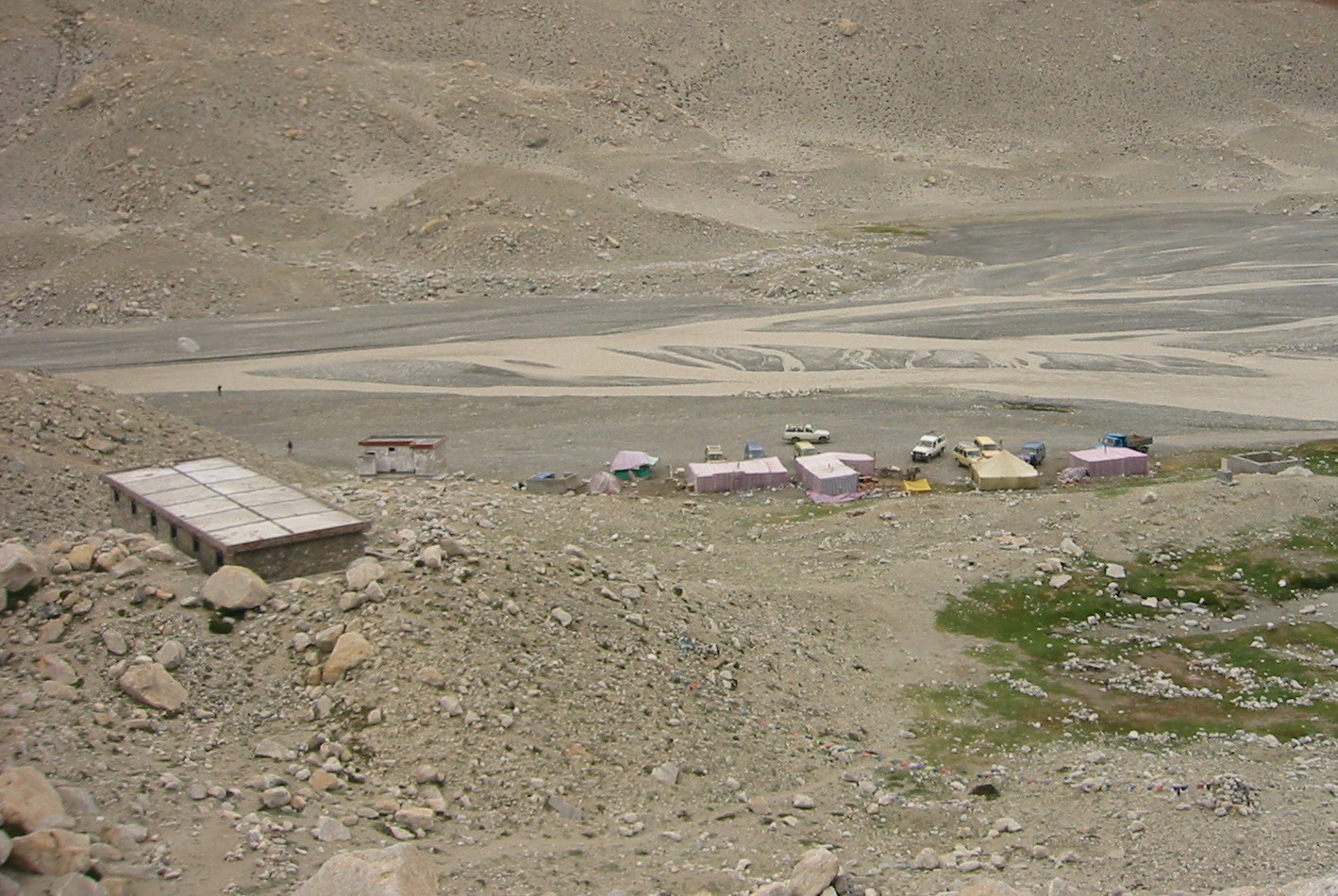
منظر لمعسكر قاعدة إيفرست الشمالية باتجاه الغرب، 3 أغسطس 2002. الهيكل الدائم على اليسار مخصص لمتسلقي الجبال، والهيكل الأوسط الأيسر مخصص للمراحيض الحفرية، بينما الهياكل المؤقتة ذات الإطار الخشبي المغطاة في الأسفل وعلى اليمين مخصصة للزوار وأفراد الدعم.